# Сабабаш
Сабабаш — село в Сабинском районе Татарстана. Входит в состав Мешинского сельского поселения.

## География
Находится в северо-западной части Татарстана на расстоянии приблизительно 8 км на восток-северо-восток по прямой от районного центра поселка Богатые Сабы.

## История
Известно с 1678 года как Пустошь Гожинская, до 1920-х годов — Гожинская (Гажинская) Пустошь. В начале XX века здесь уже была мечеть.
По сведениям переписи 1897 года, в деревне Гажинская Пустошь (Сабабаш) Мамадышского уезда Казанской губернии жили 538 человек (276 мужчин и 262 женщины), все мусульмане.

## Население
Постоянных жителей было: в 1782 году — 48 душ мужского пола, в 1859—384, в 1897—577, в 1908—692, в 1920—729, в 1926—774, в 1938—471, в 1949—550, в 1970—608, в 1979—518, в 1989—437, 482 в 2002 году (татары 99 %), 480 в 2010.